# Церковь Святой Бригитты (Лондон)
Церковь Святой Бригитты (Сент-Брайд; англ. St Bride's Church) — англиканская приходская церковь в районе Сити города Лондона (Великобритания), расположенная на улице Флит-стрит; современное здание церкви было построено в 1672 году и восстановлено после Второй мировой войны.

## История и описание
Церковь Святой Бригитты, возможно, является одной из самых древних церквей города Лондон: богослужения на этом месте могут восходить к обращению в христианство племён саксов, произошедшему в VII веке. Поскольку покровительницей храма является Святая Бригитта Ирландская, он мог быть основан кельтскими монахами и миссионерами, обращающимися в свою веру местных жителей. Нынешняя здание церкви является как минимум седьмым храмом, стоящим на этом месте: остатки первой церкви имеют значительное сходство с церковью того же времени в ирландском городе Килдэр.
Норманнская церковь, построенная уже в XI веке, имела как религиозное, так и светское значение: так в 1210 году король Англии Иоанн Безземельный провел здесь заседания парламента. Данных храм был заменен более крупным строением в XV веке. В середине XVII века с храмом и общиной произошёл целый ряд катастроф: в 1665 году Великая чума убила за одну неделю 238 прихожан, а в следующем году церковь была полностью разрушена во время Великого лондонского пожара. После пожара старая церковь была заменена полностью новым зданием, спроектированным архитектором Кристофером Реном: церковь Святой Бригитты стала одним из его крупнейших и самых дорогостоящих сооружений, а её строительство заняло семь лет.
Церковь была вновь открыта 19 декабря 1675 года; её шпиль был пристроен позже, в период с 1701 по 1703 год. Первоначально шпиль имел высоту в 234 фута, но стал ниже на восемь футов в результате перестройки после удара молнии в 1764 году. Во время Второй мировой войны — в ночь на 29 декабря 1940 года, во время «Блица» — церковь была полностью разрушена зажигательными бомбами, сброшенными самолётами люфтваффе. После войны церковь была восстановлена за счет финансирования, поступавшего от многочисленных местных владельцев газет и журналистов. Раскопки, проходившие в ходе восстановления, выявили саксонский фундамент, датированный VI веков. Сегодня он открыт для посетителей как Музей Флит-стрит (Museum of Fleet Street). 4 января 1950 года церковное здание было внесено в список памятников архитектуры первой степени (Grade I). Церковный орган был построен компанией «John Compton Organ Company» — он был готов к повторному освящению церкви, проходившему в ноябре 1957 года.